# Plumularia rugosa
Plumularia rugosa är en nässeldjursart som beskrevs av Gustav Heinrich Kirchenpauer 1876. Plumularia rugosa ingår i släktet Plumularia och familjen Plumulariidae. Inga underarter finns listade i Catalogue of Life.